# Oratorio dello Zignolo
L'oratorio dello Zignolo (o Zignol) o oratorio della Madonna del Rosario è un luogo di culto di Fossalta, situato in via Zignol, lungo la strada che da Fossalta conduce a Trebaseleghe.

## Storia

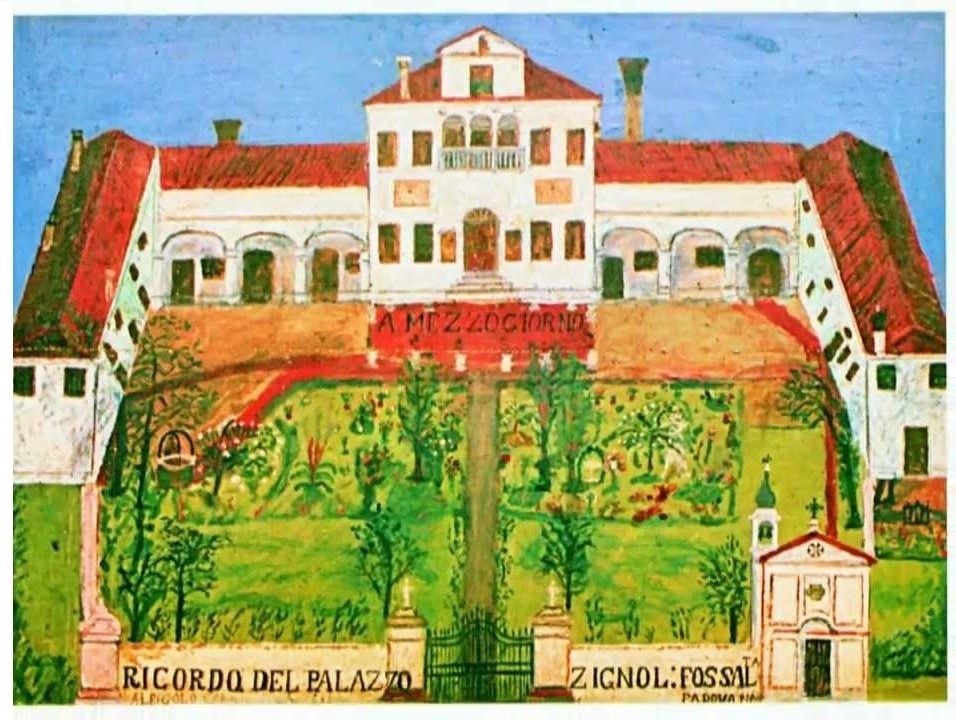
Quadro di Sisto Vedovato raffigurante il palazzo dei Zignol, e l'oratorio, in basso a destra.

La chiesa ha fondazione seicentesca, probabilmente costruita nel 1608. Intorno alla metà del Settecento, l'oratorio era parte di un complesso molto più ampio, incentrato attorno a un palazzo dominicale fiancheggiato da due barchesse simmetriche, il tutto circondato da mura. Il complesso è esistito fino al 1885 e ad oggi rimangono solo una porzione di barchessa e alcuni pilastri a pianta quadrata con sfera sommitale.

## Descrizione
La facciata è sobria e semplice, bipartita da un'esile fascia marcapiano e ingentilita da una serie di riquadri sbalzati in stucco. Il portale è sormontato da una cornice a lunetta, mentre il prospetto è coronato da un frontone aggettante con oculo centrale. Il campanile è addossato al lato ovest della chiesa, tra matroneo e sacrestia. 

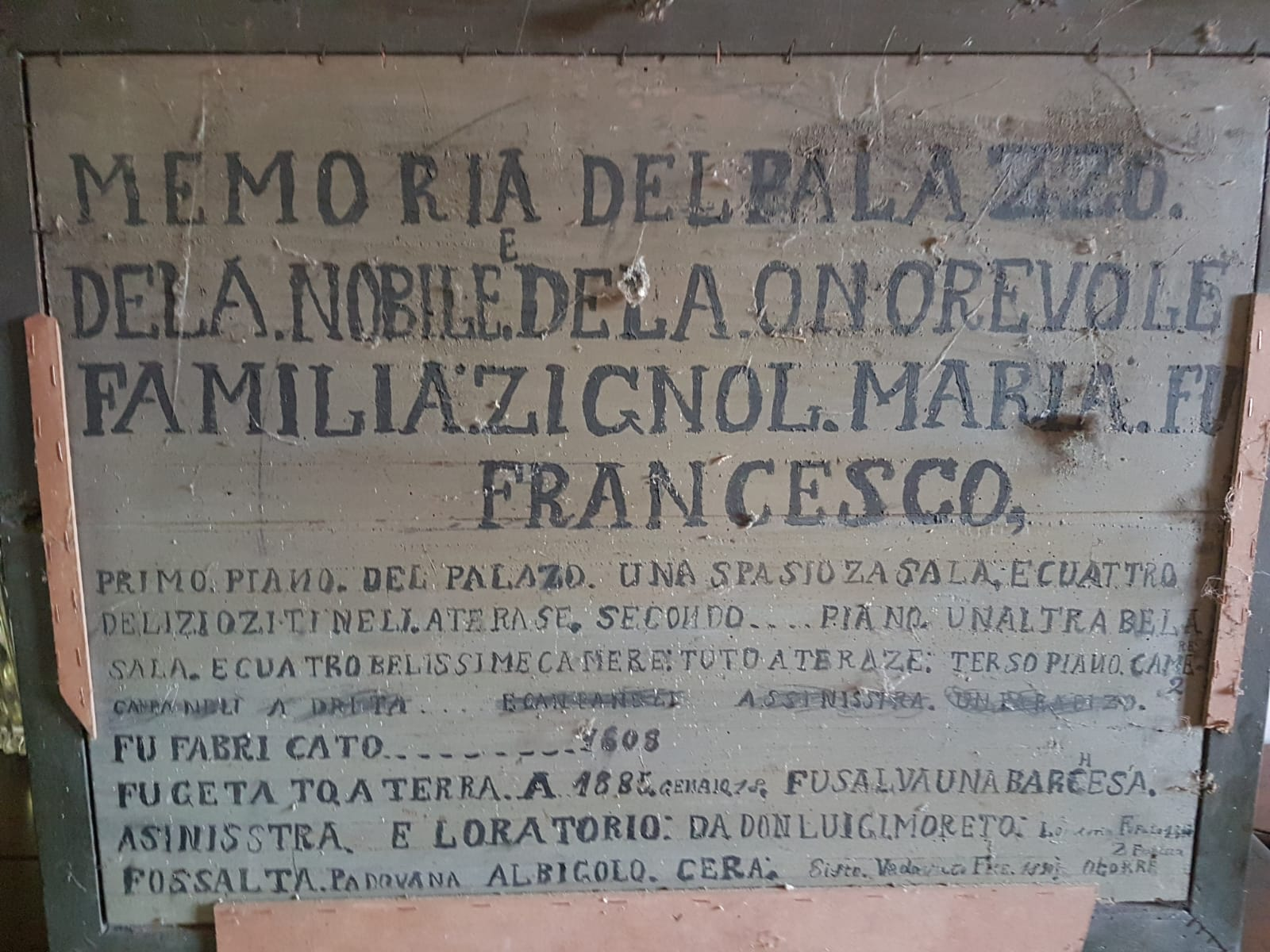
Retro del quadro di Sisto Vedovato con sommaria descrizione della villa (1890)

All'interno, la chiesa è a navata unica, con presbiterio a pianta quadrata dotato di due piccoli matronei e sacrestia. Le pareti dell'aula sono scandite da semplici lesene doriche sulla cui trabeazione si imposta la volta a padiglione di copertura, frammezzata da lunette. Tutte le superfici di pareti e volta presentano specchiature in stucco, impreziosite dal contrasto cromatico tra porzioni interne ed esterne.

## Restauri

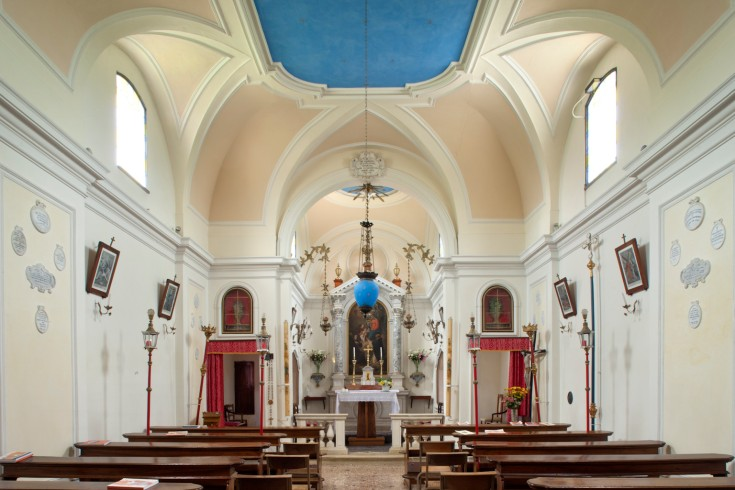
Interno della chiesetta.

Il primo restauro avvenne nel 1817 ad opera di Francesco Zignol. Poi, grazie l'aiuto della comunità, e ai discreti mezzi finanziari raccolti con la sagra, nel 1991 fu sistemato il tetto, e nel 1994 si provvide al risanamento dei muri e del pavimento. Tra il 1997 e il 1998 la chiesetta venne riportata alla sua primitiva bellezza grazie ai lavori della Ditta Diemmeci s.r.l. guidata dal tecnico sig. Masobello, e con il coordinamento dell'architetto Flavio Berdusco.

## La festa paesana
La sagra si svolge nelle vicinanze della chiesetta la terza domenica di ottobre. Ai tempi del parroco don Angelo Dametto (anni 1930-1950), oltre alla Messa si celebrava il vespero e poi iniziava la sagra. Il momento più saliente era quello della cuccagna, nella quale i giovani del paese si esibivano, tradizione che col tempo si è persa. Negli anni 1960 arrivarono le giostre, che venivano piazzate nel terreno agricolo antistante alla chiesetta. Negli anni 1970 seguì un periodo di crisi: la chiesetta e il campanile si andavano deteriorando. Nel 1986, quattro componenti della Contrada decisero di rilanciare la sagra: si autofinanziarono per acquistare castagne e patate americane da offrire come segno di accoglienza ai partecipanti. L'iniziativa riscosse molto successo tanto che nel 1989 decisero di affittare uno stand della Pro Loco di Camposampiero e di pubblicizzare i festeggiamenti in modo da richiamare il maggior numero di partecipanti. L'esito non deluse le aspettative perché con il ricavato si poté provvedere alla ristrutturazione dei banchi della chiesetta, e all'acquisto di uno stand stabile. Negli anni 1990 si decise di estendere i festeggiamenti anche al sabato sera, venne istituita la lotteria e la "gara del dolce", con premi ai partecipanti. Nel 2018 venne reinserita anche la cuccagna grazie a un gruppo di giovani volenterosi, appassionati alla tradizione popolare del paese.